# Ramon Lopes
Ramon Lopes (født 7. august 1989) er en brasiliansk fodboldspiller.